# بندكت السادس عشر
بندكت السادس عشر (بالألمانية: Joseph Aloisius Ratzinger)‏ أو البابا بندكتوس السادس عشر (بالاتينية: Benedictus PP. XVI وبالإيطالية:Benedetto XVI وبالألمانية: Benedikt XVI)، (16 أبريل 1927 - 31 ديسمبر 2022)، ولد باسم جوزيف راتزنغر، هو البابا الخامس والستون بعد المئتين في الكنيسة الكاثوليكية، تولى منصبه خلفا للبابا يوحنا بولس الثاني. ما يعني كونه رأس الكنيسة الكاثوليكية وأسقف روما ورأس دولة الفاتيكان؛ انتخب لمنصب البابا بعد خلوة انتخابية قصيرة في 19 أبريل 2005، وأقيم القداس الإلهي لتنصيبه في 24 أبريل وتسلم مقاليد السلطة وفق التقليد الكاثوليكي يوم 7 مايو في كاتدرائية القديس يوحنا اللاتراني في روما. يحمل بالجنسية الألمانية وجنسية دولة الفاتيكان وحقوق المواطنة في ولاية بافاريا.
درس بندكت السادس عشر الفلسفة واللاهوت، وأصبح محاضرًا في عدة جامعات ألمانية بشكل أساسي في جامعة ريغنسبورغ، وسيم كاهنًا عام 1951، ثم أصبح خلال حبرية البابا بولس السادس رئيس أساقفة ميونخ ثم كاردينالاً عام 1977. لاحقًا في العام 1981 انتقل إلى روما حيث أصبح رئيس مجمع العقيدة والإيمان أحد أهم مجامع الكوريا الرومانية، وظلّ يرأسه حتى انتخابه 2005. وكان عمدة مجمع الكرادلة خلال انتخابات العام 2005 والمرشح الأول لشغل لمنصب. وكسابقه البابا يوحنا بولس الثاني، يعتبر البابا بندكت السادس عشر من المحافظين في الكنيسة الكاثوليكية في تعليمه اللاهوتي والاجتماعي، وقد كتب قبل انتخابه عددًا كبيرًا من المؤلفات في شرح العقائد الكاثوليكية والقيم المسيحية، يرى البابا أن الابتعاد عن الله وفقدان المبادئ الأخلاقية هي المشكلة الأساسية في القرن الحادي والعشرين. يدير البابا أيضًا مؤسسة راتزنجر الخيرية التي تعمل على تحويل عوائد بيع كتبه ومؤلفاته إلى صناديق دعم الثقافة خصوصًا لطلاب الجامعات.
في 11 فبراير 2013 أعلن البابا بندكت استقالته من منصبه بسبب تقدمه في السن و"فقدانه لحيوية عقله وجسده"، ليكون بذلك أول بابا يستقيل منذ عهد البابا غريغوري الثاني عشر في عام 1415 والأول منذ سلستين الخامس في عام 1294 الذي يستقيل بمحض إرادته. في 13 مارس 2013 تولى خلفه البابا فرانسيس رئاسة الكنيسة الكاثوليكية.
ذكر البابا بندكت بأن خطوته جاءت «لخير الكنيسة» معلنًا عنها في بداية فبراير مع بداية الصوم الكبير في المسيحية. بعد استقالته أقام البابا في كاستل غاندلفو قبل أن ينتقل إلى دير ماتر إكليسيا الذي أعيد بناؤه مؤخرًا في مدينة الفاتيكان حيث تفرغ «للصلاة والتأمل»، محتفظًا بلقب «صاحب القداسة» والثوب الأبيض وبلقب البابا بشكل فخري.

## النشأة 1927-1951

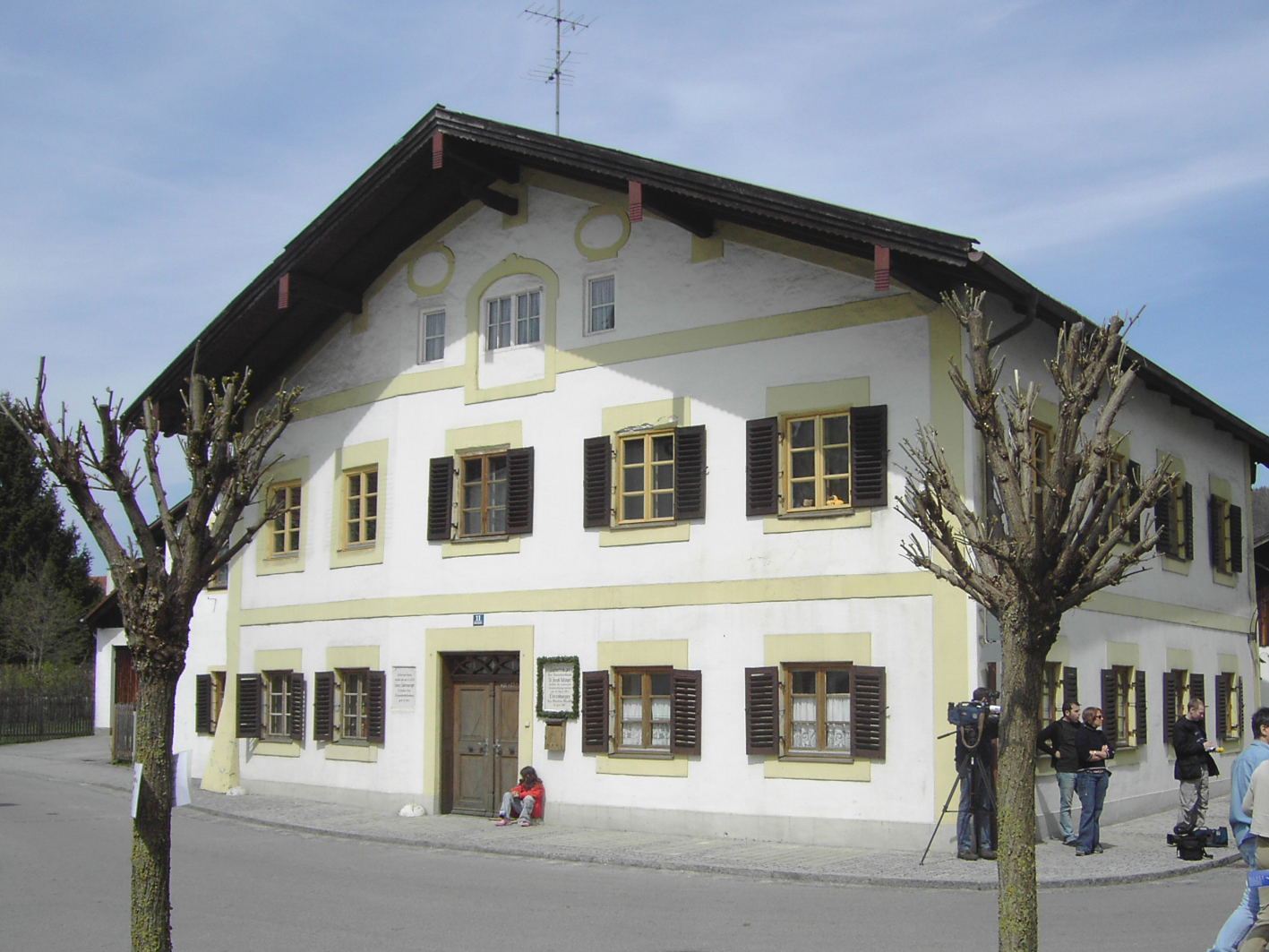
منزل عائلة البابا بندكت السادس عشر في ماركتل، حيث ولد، ولا يزال المنزل على حاله إلى اليوم.

ولد جوزيف الويسيوس راتزينغر (لاحقًا البابا بندكتوس السادس عشر) في 16 أبريل يوم السبت المقدس من عام 1927 في الساعة 8:30 صباحًا في منزل والديه في ماركتل في بافاريا، ألمانيا وعُمِّد في نفس اليوم. كان جوزيف الطفل الثالث والأصغر لوالده ضابط الشرطة جوزيف راتزينغر ووالدته ماريا راتزينغر، عم والده هو الكاهن والسياسي الألماني جورج راتزينغر [الإنجليزية]. تنحدر عائلة والدته في الأصل من جنوب تيرول (تقع اليوم في إيطاليا). أصبح شقيقه الأكبر جورج راتزينغر (كاهن) [الإنجليزية] كاهنًا كاثوليكيًا وكان المدير السابق لجوقة عصافير كاتدرائية ريغنسبورغ [الإنجليزية]، أما أخته ماريا راتزينغر والتي لم تتزوج قط فعملت على إدارة شؤون منزل شقيقها جوزيف حتى وفاتها عام 1991.
كان جوزيف من بين مجموعة من الأطفال الذين قدموا الزهور لرئيس أساقفة ميونيخ الكاردينال ميشائيل فون فولهابر وكان يبلغ من العمر آنذاك خمسة أعوام، وأعلن في وقت لاحق من ذلك اليوم أنه يرغب أن يكون كاردينالًا بعد أن أعجب بشدة بزي الكاردينال المميز. التحق جوزيف بالمدرسة الابتدائية في أشآو أم إن والتي أعيدت تسميتها عام 2009 تكريما له، وفي عام 1939 عندما بلغ من العمر 12 عامًا التحق بمدرسة داخلية ثانوية في تراونشتاين، واستمر يدرس فيها إلى أن إغلقت المدرسة للاستخدام العسكري في عام 1942 وأُعيد جميع الطلاب إلى منازلهم.

### الحرب العالمية الثانية
كان لدى عائلة جوزيف وخاصة والده كراهية شديدة للنازيين، وأدت معارضة والده للنازية إلى خفض مرتبة الأسرة وتعرضها للمضايقات، بعد بلوغه 14 عامًا في عام 1941 انضم جوزيف إلى منظمة شباب هتلر وهي منظمة شبه عسكرية تابعة للحزب النازي، إذ كان الانضمام إجباريًا بموجب القانون على جميع الأولاد الألمان الذين بلغوا 14 عامًا بعد مارس 1939، لكن جوزيف لم يبدِ اهتمامًا تجاه الانضمام للمنظمة وكان يرفض حضور الاجتماعات وفقا لما ذكره أخيه.
في عام 1941، أخذ النظام النازي أحد أبناء عمومة جوزيف وهو صبي يبلغ من العمر 14 عامًا مصابًا بمتلازمة داون، وقتل خلال حملة أكتيون تي4 بغرض تحسين النسل النازي. وفي عام 1943 وبينما كان لا يزال في المدرسة، جُنِّد جوزيف في الفيلق الألماني المضاد للطائرات بوظيفة (مساعد القوة الجوية)، كما تلقى تدريبًا في سلاح المشاة الألماني. في عام 1945 اقتربت جبهة الحلفاء من موقعه وتم تفكيك وحدته المقاتلة، فعاد مرة أخرى إلى منزل عائلته في تراونشتاين ليجد أن القوات الأمريكية قد اتخذت من منزل العائلة مقرًا رئيسيًا لعملياتها. اعتقل جوزيف في معسكر لأسرى الحرب، وأطلق سراحه بعد بضعة أشهر في نهاية الحرب في مايو 1945.

### الرسامة
التحق جوزيف وشقيقه جورج بمعهد القديس ميخائيل في تراونشتاين في نوفمبر 1945، وتابعا دراستهما لاحقًا في معهد الدوق جورجيانوم اللاهوتي التابع لجامعة لودفيج ماكسيميليان في ميونخ، في 29 يونيو 1951 تم ترسيمهما في فرايزنغ من قبل الكاردينال ميشائيل فون فولهابر وهو نفسه الذي التقى به جوزيف عندما كان طفلاً وقدم له الزهور. وصف جوزيف ما حدث في ذلك اليوم قائلا: «في هذه اللحظة وضع رئيس الأساقفة المسن يديه علي، فطار عصفور صغير - ربما قبرة - من المذبح في الكاتدرائية الشاهقة وأطلق ترنيمة مبهجة».
في عام 1953 كتب جوزيف أطروحة عن أوغسطينوس بعنوان: (الشعب وبيت الله في عقيدة أوغسطين للكنيسة)، أما شهادته للتأهل للأستاذية فكانت عن القديس بونافنتورا وانتهى منها عام 1957 وأصبح أستاذًا في كلية فريسينج في عام 1958.

### لقاءه برومانو جوارديني
في أوائل العشرينات من عمره، تأثر جوزيف بشدة بفكر الألماني الإيطالي رومانو جوارديني [الإنجليزية] الذي درس في ميونيخ من 1946 إلى 1951 عندما كان جوزيف يدرس في فريسينج ولاحقًا في جامعة ميونيخ. كان التقارب الفكري بين هذين المفكرين واللذان أصبحا فيما بعد شخصيات حاسمة للكنيسة الكاثوليكية في القرن العشرين يقوم على إعادة اكتشاف أساسيات المسيحية، كتب غوارديني كتابه (جوهر المسيحية) عام 1938، وبعد ثلاثة عقود (في عام 1968) كتب جوزيف كتابه (مقدمة عن المسيحية [الإنجليزية]).ألهم غوارديني الكثيرين في التقاليد الديمقراطية الاجتماعية الكاثوليكية ولا سيما حركة الشراكة والتحرير في التبشير الجديد الذي شجعه البابا البولندي يوحنا بولس الثاني.

## ما قبل البابوية

### عمله الأكاديمي 1951-1977
بدأ جوزيف حياته المهنية عام 1951 كقسيس في أبرشية القديس مارتن [الإنجليزية] في ميونيخ، ثم أصبح أستاذاً في جامعة بون عام 1959، كانت محاضرته الأولى بعنوان (إله الإيمان وإله الفلسفة). في عام 1963 انتقل إلى جامعة مونستر، وخلال هذه الفترة شارك في المجمع الفاتيكاني الثاني (1962-1965) وعمل كمستشار لاهوتي للكاردينال جوزيف فرينجز [الإنجليزية].
كان ينظر إلى جوزيف أثناء فقرة انعقاد المجلس على أنه مصلح، حيث عمل مع علماء دين مثل هانس كونج وإدوارد شيلبيكس [الإنجليزية]. أصبح جوزيف من أشد المعجبين بـ كارل رانر [الإنجليزية] وهو عالم لاهوت أكاديمي معروف في علم اللاهوت الحديث [الإنجليزية] ومؤيد لإصلاح الكنيسة.
في عام 1966، عين جوزيف في منصب رئيس قسم اللاهوت العقائدي في جامعة توبنغن، حيث كان زميلًا لهانس كونغ. في كتابه الصادر عام 1968 بعنوان (مقدمة عن المسيحية [الإنجليزية])، ذكر جوزيف أن البابا يتوجب عليه سماع الأصوات المختلفة داخل الكنيسة قبل اتخاذ قرار، وقلل من أهمية مركزية البابوية. خلال هذا الوقت جوزيف نأى بنفسه عن الجو السائد في جامعة توبنغن والميول الماركسية للحركة الطلابية في الستينيات، والتي سرعان ما تحولت إلى حركات متطرفة في عامي 1967 و1968، وبلغت ذروتها في سلسلة من الاضطرابات وأعمال الشغب في أبريل ومايو 1968. أصبح جوزيف يرى بشكل متزايد هذه التطورات وما يرتبط بها (مثل قلة احترام طلابه للسلطات الدينية) باعتبارها مرتبطة بالابتعاد عن التعاليم الكاثوليكية التقليدية. وعلى الرغم من ميوله الإصلاحية، اصطدمت آرائه تدريجياً بالمفاهيم الليبرالية التي كانت تكتسب زخماً في الأوساط اللاهوتية. فدعاه القس ثيودور هسبيرج [الإنجليزية] للانضمام إلى هيئة التدريس اللاهوتية في جامعة نوتردام لكنه رفض لأن لغته الإنجليزية لم تكن جيدة بما فيه الكفاية.
في العام 1966 إلى جامعة تبيجين، وشغل منصب عميد قسم اللاهوت الدوغمائي، ورسخ في حينها فكره الإصلاحي فأكد على التقليل من أهمية الاعتماد على السلطة المركزية في الكنيسة ومنح سلطة أوسع للأبرشيات؛ ساهم البابا بشكل خاص في المجمع الفاتيكاني الثاني لإصدار وثيقة في عصرنا التي تدعو إلى الاحترام المتبادل والحوار مع جميع الديانات خصوصًا اليهودية والإسلامية، ويعتبر البابا منذ ذلك الحين منافحًا قويًا عن حق الحرية الدينية، وخلال عمله اللاحق كرئيس لمجمع العقيدة والإيمان ساهم في صياغة الإرشاد الرسولي Dominus Iesus الذي صدر العام 2000 خلال حبرية البابا يوحنا بولس الثاني والذي شرح من خلالها الإيمان الكاثوليكي ونقاط التقارب مع مختلف العقائد والأديان في العالم، كأساس للحوار.
خلال تواجده في جامعة تبجين كان البابا ينشر مقالات أسبوعية في مجلات لاهوتية ألمانية، وقد اتسمت هذه المقالات بالتأكيد على أهمية الانفتاح والحوار والحرية الدينية، كما أيدت مقالاته المجمع الفاتيكاني الثاني ومقرراته؛ في العام 1969 عاد البابا إلى بافاريا وعمل محاضرًا في جامعة ريجينسبرغ وساهم في تأسيس المجلة اللاهوتية الخاصة بالجامعة، التي باتت عام 1972 تطبع بسبعة عشر لغة ووظفت بأنها: محطة بارزة في الفكر اللاهوتي الكاثوليكي المعاصر. وحتى انتخابه كبابا، ظل يساهم في الكتابة بهذه المجلة.

### رئيس أساقفة ميونيخ وفرايزنغ: 1977-1982
في 24 مارس 1977 عين جوزيف كرئيس أساقفة ميونيخ وفرايزنغ، ورُسم أسقفًا في 28 مايو. واتخذ من عبارة Cooperatores Veritatis (بالعربية: المتعاونين على الحقيقة)، شعارًا له والتي اقتبسها من رسالة يوحنا الثالثة، وقد علق على اختياره لهذه العبارة في كتاب سيرته الذاتية بعنوان (Milestones).
في 27 يونيو 1977 عيّنه البابا بولس السادس بمنصب كاردينال كاهن سانتا ماريا كونسولاتريس آل تيبورتينو. بحلول وقت الاجتماع السري لعام 2005 كان جوزيف واحدًا من أربعة عشر كاردينالًا لا يزالون في مناصبهم، وكان أيضًا واحدًا من ثلاثة كاردينالات فقط تقل أعمارهم عن 80 عامًا، وقد حضر المؤتمر هو والأسقف الكاثوليكي ويليام ويكفيلد باوم فقط.

### رئيس مجمع العقيدة والإيمان 1981-2005
في 25 نوفمبر 1981، عين البابا يوحنا بولس الثاني راتزينجر رئيسًا لمجمع العقيدة والإيمان في الفاتيكان؛ وبناءً على ذلك، استقال من منصبه في ميونيخ بداية عام 1982، ليتفرغ لعمله الجديد. عينه البابا يوحنا بولس الثاني أسقفًا كاردينالاً على سيغني عام 1993، ثم انتخب عام 1998 كنائب لعميد مجمع الكرادلة المولج انتخاب البابا لدى شغور المنصب، وأصبح عميد المجمع المذكور سنة 2002.
خلال عمله كرئيس لمجمع العقيدة والإيمان، حافظ الكاردينال راتزنجر من نظرة الكنيسة الكاثوليكية الصارمة حيال، المثلية الجنسية وتحديد النسل وشدد على أهمية الحوار بين الأديان، والابتعاد عن اللامبالاة الدينية، ولقب بالمدافع الشديد عن المذهب الكاثوليكي.
يشتهر مجمع العقيدة والإيمان أيضًا بدوره في تحديد مسائل التعليم في الجامعات والمدارس الكاثوليكية حول العالم، وأيضًا في صلاحيتها النظر في الحالات التي تنطوي على سوء سلوك طائفي أو جنسي، والكاردينال راتزنجر كرئيس للمجمع المذكور، كان مسؤولاً أيضًا عن توجيه الحرم الكنسي بعد محاكمة أمام المجمع؛ بصفته رئيس مجمع العقيدة الإيمان، أصدر الكاردينال راتزينجر عام 2001 منشور delictis gravioribus الذي أصبح بموجبه محاكمات المجمع للمتورطين في القضايا التي ينظر فيها سرية الطابع، لا يمكن الاطلاع عليها دون إذن بابوي، الأمر الذي أخذ عليه كمحاولة للتغطية على الكهنة المتورطين في قضايا تحرش جنسي.
في عام 1997، طلب راتزينجر عندما بلغ السبعين من عمره، من البابا يوحنا بولس الثاني التقاعد المبكر والاستقالة من منصبه كرئيس لمجمع العقيدة الإيمان، وطلب أيضًا تعيينه كقيم على أرشيف الفاتيكان ومكتبة الفاتيكان، غير أن البابا رفض طلبه هذا.

## انتخابه بابا

### قبل الانتخاب

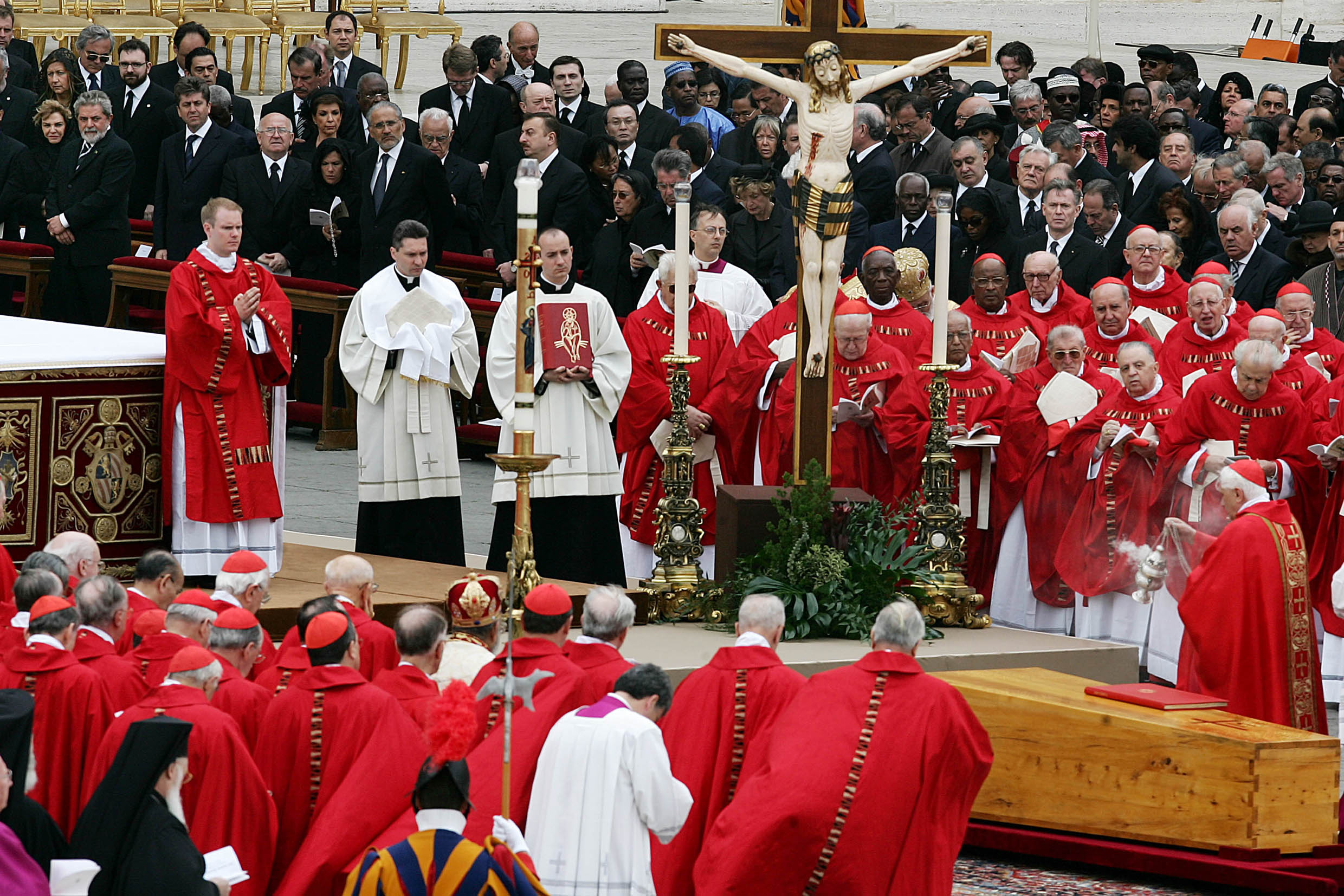
الكاردينال راتزنجر يبخر المذبح، خلال ترأسه صلاة الجنازة على سلفه البابا يوحنا بولس الثاني؛ 8 أبريل 2005.

يوم 2 يناير 2005، نقلت مجلة التايم من مصادر داخل الفاتيكان أن راتزينجر هو أحد المرشحين لخلافة البابا يوحنا بولس الثاني في حال وفاته أو تدهور حالته الصحية بحيث لا يستطيع متابعة مهامه في قيادة الكرسي الرسولي؛ بعد وفاة البابا يوحنا بولس الثاني اعتبرت صحيفة فاينانشال تايمز أن راتزنجر يملك حظوظ بنسبة 1-7، وكانت مجلة التايم قد صنفت راتزنجر كواحد من بين الشخصيات المئة الأكثر تأثيرًا في العالم، من خلال دوره كرئيس مجمع العقيدة والإيمان ولصلاته القوية بالبابا السابق؛ قبل أنتخابه كبابا في أبريل 2005 جدد راتزنجر رغبته في التقاعد والعودة إلى منزله في بافاريا وأعلن أيضًا أنه يود التفرغ لتأليف الكتب.
كتب بول بيرس مقالة في صحيفة ذا سبيكتيتور (بالإنجليزية: The Spectator) بتاريخ 5 مارس 2005:
| بندكت السادس عشر | شجاعته في الدفاع عن التعاليم الكاثوليكية المستقيمة، قد أكسبته احترام زملائه الكرادلة في جميع أنحاء العالم. هو حقًا صاحب قداسة وواضح وذكي جدًا ويرى بوضوح ما هو على المحك. البعض يرى أن تراجع الممارسة الكاثوليكية في العالم المتقدم على وجه التحديد يعود بسبب نزوع أساقفة أوروبا لإخفاء رؤوسهم في الرمال، والبابا الذي يواجه قد يكون مجرد ما هو مطلوب. راتزنجر ليس شابًا هو في الثامنة والسبعين من عمره، ولكن أنجيلو رونكالي الذي أحدث ثورة في الكنيسة الكاثوليكية عن طريق دعوته لعقد المجمع الفاتيكاني الثاني كان تقريبًا في نفس العمر عندما أصبح البابا يوحنا الثالث والعشرون. وكما قال جيف إيرسلي، مراسل مجلة التايم من قبل المطلعين على بواطن الأمور في الفاتيكان الشهر الماضي بأن: الحل هو بالتأكيد على راتزنجر. | بندكت السادس عشر |

رغم ذلك فلم يكن هناك إجماع من قبل المحللين والإعلاميين على شخصه؛ خصوصًا أنه نادرًا ما تصيب التحاليل الخاصة بانتخاب البابا في الفاتيكان، فلم يكن من المتوقع أبدًا أن يصل يوحنا بولس الأول ويوحنا بولس الثاني حسب التحليلات إلى منصب البابا.

### الخلوة الانتخابية والانتخاب 19 أبريل 2005

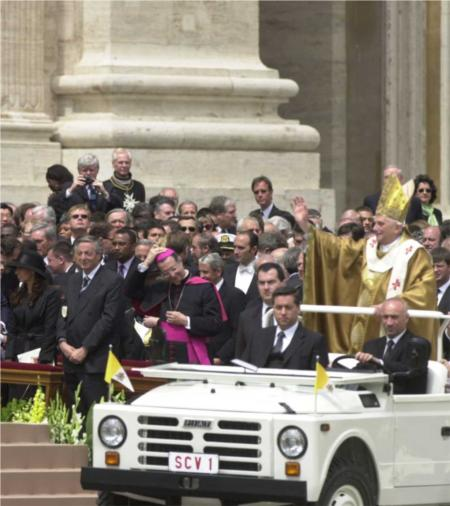
البابا بندكت السادس عشر يبارك الجماهير، في أعقاب قداس التنصيب في ساحة القديس بطرس يوم 24 أبريل 2005، وكانت تلك المرة الأولى التي يستقل فيها الباباموبيله، وهي سيارة البابا الخاصة لطوافه بين الجمهور.

بموجب القوانين المعمول بها في الفاتيكان، تلتئم الخلوة الانتخابية بعد خمس عشر يومًا من وفاة البابا لانتخاب خلف له؛ اجتمعت الخلوة للمرة الأولى مساء 17 أبريل 2005، بعد يومين فقط وهو ما يعتبر في المعايير الفاتيكانية خلوة قصيرة، في 19 أبريل 2005، الساعة السابعة مساءً انتخب الكاردينال راتزنجر خلفًا للبابا يوحنا بولس الثاني بعد أربع جولات من الاقتراع، وقد انتخب البابا بأغلبية ثلثي الأعضاء. وصرح أنه كان يود حتى تلك الساعة التقاعد:
«في لحظة معينة، صليت إلى الله من فضلك لا تفعل هذا لي... من الواضح، أنه في هذه المرة لم يستمع لي.»
ومن قبيل الصدفة، أن 19 أبريل في تقويم الكنيسة الكاثوليكية هو عيد القديس ليون التاسع، والذي يعتبر أهم بابا ألماني في العصور الوسطى، والذي قام بعدد كبير من الإصلاحات خلال بابويته.
قبيل أول ظهور له من شرفة كاتدرائية القديس بطرس بعد أن أصبح البابا، أعلن جورج استيفيس، الكاردينال المسؤول عن الاحتفالات والتشريفات في الفاتيكان عن انتخاب “الحبر الأعظم”، وحيّا الحشود في ساحة القديس بطرس باللغات الإنجليزية والفرنسية والإيطالية والإسبانية والألمانية قبل الشروع وفق تقليد الكنيسة الكاثوليكية باللغة اللاتينية بقراءة مرسوم انتخاب البابا المعروف تقليديًا باسم Papam Habemus والتي تعني في اللغة العربية: أصبح لدينا بابا.
بعيد ذلك، أطل البابا بندكت السادس عشر على الحشد، وخاطب المحتشدين باللغة الإيطالية ثم تلا صلاة مباركة المدينة باللاتينية وفق تقليد الكنيسة الكاثوليكية؛ أولى كلماته كبابا كانت:
| بندكت السادس عشر | أيها الأخوة والأخوات، بعد البابا الكبير يوحنا بولس الثاني، انتخبني الكرادلة، أنا العامل البسيط المتواضع في كرم الرب. قبل كل شيء أنا أطلب صلواتكم لمساعدتي في فرح الرب القائم من الموت، وأنا واثق من أنه سيقوم بمساعدتي، دعونا نمضي قدمًا. وسوف يساعدنا الرب، ومريم والدة الإله، ستكون معنا أيضًا. شكرًا لكم. | بندكت السادس عشر |

قام البابا بقداس التنصيب حسب التقليد في 24 أبريل حيث وضع التاج وخاتم الصياد؛ ثم تسلّم مهامه كأسقف روما في 7 مايو.

### الاسم البابوي
بحسب عادة البابوات السابقين بتغيير أسمائهم لدى انتخابهم؛ قام راتزنجر باختيار اسم بندكت كاسم البابوي، تأتي جذور الكلمة من اللغة اللاتينية وهي تعني في اللغة العربية: مبارك أو المبارك. بحسب تصريح البابا فهو قد اختار هذا الاسم على شرف البابا بندكت الخامس عشر، وكذلك القديس بندكت النيرسي. بندكت الخامس عشر كان البابا خلال الحرب العالمية الاولى وسعى إلى إنهاء الحرب والتأليف بين الأمم المتحاربة، أما القديس بندكت فهو مؤسس الرهبنة البندكتية وهي واحدة من أقدم الرهبنات في أوروبا ومعظم الأديرة في العصور الوسطى كانت تابعة لها، ولا تزال مؤلفات القديس بندكت النيرسي تشكل تأثيرًا كبيرًا في الحياة الرهبانية المسيحية الغربية.

درع باباوية بندكت السادس عشر، وقد أعلن عنه رسميًا يوم 22 أبريل 2005.

خلال لقائه مع الحشود في ساحة القديس بطرس يوم 27 أبريل 2005؛ أوضح البابا سبب اختيار اسم بندكت:
| بندكت السادس عشر | مملوءًا بمشاعر الرهبة والشكر، أود أن أتكلم عن سبب اختياري اسم بنيدكتوس السادس عشر. أولاً، أتذكر البابا بندكت الخامس عشر، رسول السلام الشجاع الذي قاد الكنيسة في أوقات مضطربة كانت تعصف في العالم. وعلى خطاه أضع خدمتي في سبيل المصالحة والوئام بين الشعوب. بالإضافة إلى ذلك، أذكر القديس بندكت النيرسي، الراعي في أوروبا، والذي يؤكد على الجذور المسيحية لهذه القارة. أطلب منه أن يوفقنا جميعًا لفهم مركزية دور المسيح في حياتنا المسيحية. | بندكت السادس عشر |

### درع البابوية
صمم درع البابوية الخاص بالبابا بندكت السادس عشر رئيس الأساقفة أندريا كورديرو لانزا دي مونتيزيمولو، الذي أصبح في وقت لاحق كاردينال؛ يشير التاج الأسقفي إلى سلطة البابا الروحية في الكنيسة الكاثوليكية، بينما يشير المفتاحان المتصالبان الفضي والذهبي إلى الاعتقاد الكاثوليكي بكون البابا هو خليفة بطرس الرسول الذي قلده يسوع مفاتيح الأرض والسماء استنادًا إلى ما ورد في إنجيل متى 16/ 18-20.
الدرع بشكل أساسي يتكون من ثلاث رموز، الصدفة والدب الذي يحمل صندوقًا ورأس الملك مور. الصدفة هي أحد الرموز المستخدمة في الكنيسة للإشارة إلى القديس أوغسطين ومن المعروف أن أطروحة البابا لنيل درجة الدكتوراه عندما كان قسًا كانت حول الفكر اللاهوتي القديس أوغسطين، وبالتالي فهي تشير إلى العلاقة الفكرية بين البابا والقديس أوغسطين. رأس الملك مور هو أحد الملوك الأسطوريين الذي يرتبط عمومًا بمدينة فريزنغ قرب ميونخ في ألمانيا حيث شغل البابا منصب رئيس أساقفة، أما الدب فهو يشير إلى أسطورة شعبية أيضًا تشير إلى أن القديس كوربينان خلال سفره من روما إلى مسقط رأسه بافاريا وهي مسقط رأس البابا أيضًا، قتل أحد الوثنين حصانه عن طريق دب، لكن القديس كوربينان استطاع التغلب على مهاجمه ومن ثم أمر أن تنقل أمتعته على ظهر الدب حتى بافاريا، ولاحقًا عند وصوله إلى بافاريا أطلق القديس كوربينان الرجل من خدمته، وهذه القصة هي مجرد رمز يشير إلى: المسيحية التي قامت بتدجين الوثنية الوحشية، ووضعت بالتالي أسس لحضارة عظيمة في دوقية بافاريا. في الوقت نفسه يشير الصندوق المحزوم على ظهر الدب إلى المسؤولية الضخمة الملقاة على عاتق البابا. أما اللون الأحمر عمومًا فهو إشارة إلى النبالة في أوروبا.

### ردود الفعل على انتخابه
| مجلس مسلمي بريطانيا ـ أبرز منظمة تمثل الإسلام في البلاد ـ هنأ البابا الجديد وأكد له دعم المسلمين التام في المسائل الاجتماعية والمعنوية والسياسية المشتركة. |
| —إذاعة الفاتيكان، 20 أبريل 2005. |

لكونه بابا محافظ، فقد تنوعت ردود الفعل داخل الكنيسة على انتخابه:
| بندكت السادس عشر | فقد قال رئيس أساقفة نيجيريا، جون أوناييكون، لبي بي سي إن آراء البابا الجديد المحافظة بشأن الإجهاض وموانع الحمل والجنسية المثلية، مدعومة بقوة من جانب الكاثوليك في أفريقيا. غير أن اللاهوتي الألماني المنشق، هانز كونج، قال إن انتخاب راتسينجر مثل "إحباطا هائلا" لمن كانوا يأملون في بابا إصلاحي. | بندكت السادس عشر |

أما دوليًا فقد رحب بطاركة ورؤساء الطوائف المسيحية الأخرى بانتخاب البابا؛ وكذلك فعل قادة أغلب الدول الإسلامية؛ وبشكل عام فإن أغلب دول العالم قد رحبت بانتخاب البابا بما فيها الدول التي تتميز بعلاقات شائكة مع الفاتيكان كالصين الاعتراض الرئيسي جاء من الصحف والمنظمات الليبرالية المناهضة لسياسة البابا المحافظة.
خلال قداس تنصيبه، استعاض البابا عن التقليد السابق في الكنيسة الكاثوليكية، الذي يشترط تقديم كاردينال يمين الطاعة للبابا، من خلال وجود اثني عشر شخصًا، بما في ذلك رجال دين ليسوا كرادلة وزوجين مع أطفالهم؛ وبعد قداس التنصيب قام البابا بجولة على المحتشدين في ساحة القديس بطرس مقدمًا لهم التحية، باستخدام سيارة مفتوحة كما فعل سلفه يوحنا بولس الثاني. كذلك فقد واصل بندكت السادس عشر تقليد سلفه يوحنا بولس الثاني بتعميد العديد من الأطفال في الكنيسة السيستينية في الفاتيكان مع بداية كل العام، تأكيدًا على دوره الرعوي كأسقف روما.

## بابويته

### القديسون والمطوبون

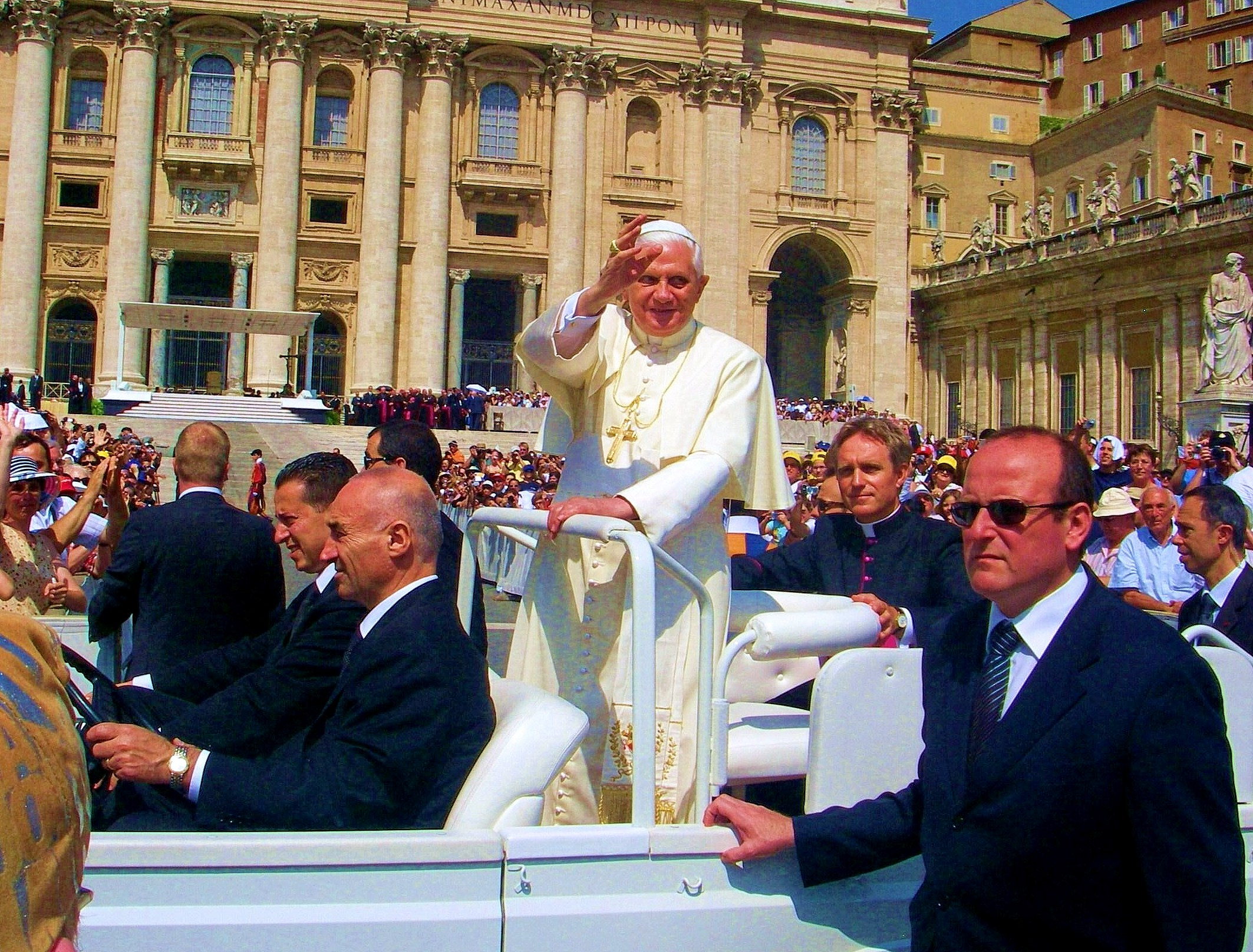
البابا خلال مباركته الحشود في ساحة القديس بطرس، الفاتيكان، 12 أغسطس 2007.

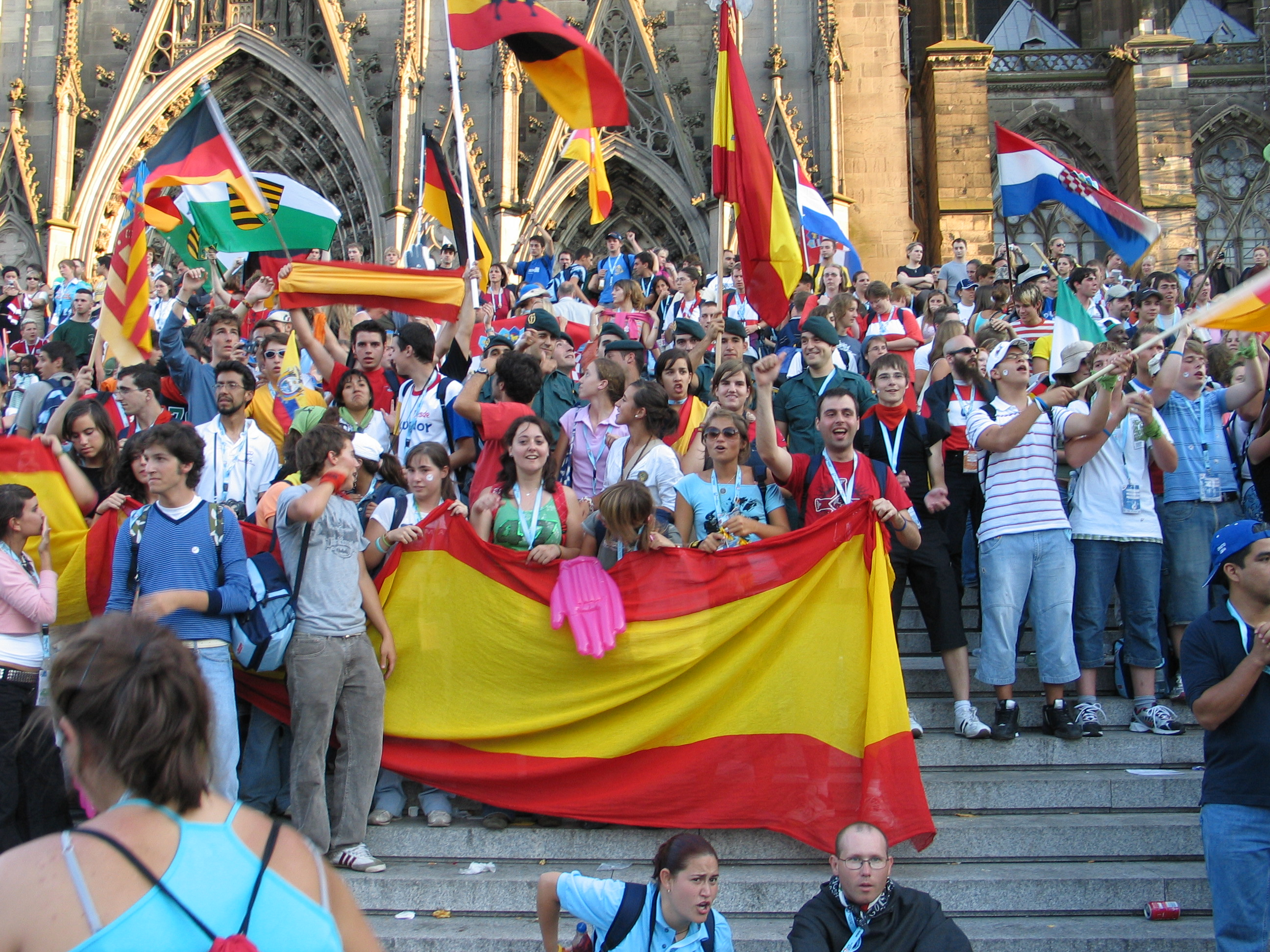
البابا خلال لقاء يوم الشبيبة الكاثوليكية العالمي، في كولن، ألمانيا 17 أغسطس 2005.

في 9 مايو 2005 افتتح البابا رسميًا ملف دعوى تطويب سلفه يوحنا بولس الثاني، رغم أن القانون الكنسي يفرض مرور خمس سنوات على وفاة الشخص لفتح دعوى تطويبه، إلا أن مسؤول مجمع شؤون القديسين في الفاتيكان أشار إلى أنه يمكن في الظروف الاستثنائية تجاوز تلك المدة بموافقة البابا، واستشهد بحادثة بولس السادس الذي فتح دعوى تطويب سلفه يوحنا الثالث والعشرون قبل أنقضاء فترة خمس سنوات وفق القانون الكنسي. وقد أعلن رسميًا بدء العمل في الدعوى في 13 مايو وهي الذكرى الرابعة والعشرين لتعرض البابا السابق لمحاولة اغتيال.
في 14 مايو 2005 بدأ البابا سلسلة تطويب قديسين جدد حسب معتقدات الكنيسة الكاثوليكية وخلال السنوات الخمسة الأولى من حبريته، أعلن البابا عددًا كبيرًا من الطوباويين والقديسين كما أعلن أسماء العديد من المكرمين في الكنيسة الكاثوليكية، منهم اسطفان نعمة وهو راهب لبناني ماروني، ومن ثم غايتانو أريكو وماريا برناردا بوتلر وألفونسا للحبل بلا دنس، ونرشيسا ليسوع مارتيلو موران وغيرهم. غير أن أبرز الشخصيات التي قام بتطويبها هو الكاردينال الإنجليزي جون هنري نيومان، خلال الزيارة التي قام بها إلى المملكة المتحدة والتي وصفت بكونها زيارة تاريخية، وسلفه البابا بيوس الثاني عشر بعد تريث طويل من قبل الفاتيكان بسبب اعتراض إسرائيل واتهامها لبيوس الثاني عشر بالتواطئ مع النظام النازي في ألمانيا خلال الحرب العالمية الثانية؛ الأمر الذي بدا للكنيسة الكاثوليكية والكرسي الرسولي خاطئًا بعد الاستفاضة في دراسة الملف. كذلك فمن الشخصيات الهامة التي طوبها البابا القديسة ماري ماكليوب، وهي تعتبر أول قديسة كاثوليكية من أستراليا وقد وصف الحدث في بلدها بالتاريخي.
يذكر أن البابا قد عدل القانون الكنسي بأن التطويب يتم في الفاتيكان وبحضور البابا شخصيًا، واستعاض عن ذلك بإمكانية حصول التطويب في بلد المطوب والاكتفاء بحضور كاردينال ممثل للبابا، وقد أصدر البابا هذا التعديل في 29 سبتمبر 2005.

### الكردالة والأساقفة الجدد
عمد البابا خلال حبريته إلى تقليص مؤسسات الكوريّا الرومانية، وهي أشبه بوزارات الفاتيكان الخاصة، من خلال دمج المجلس البابوي للمهاجرين مع المجلس البابوي من أجل العدالة والسلام في 2 مارس 2006، ومن ثم دمج المجلس البابوي من أجل الثقافة مع المجلس البابوي للحوار بين الأديان، غير أن المجلس البابوي للحوار بين الأديان أعيد كهيئة مستقلة في مايو 2007. سوى ذلك فقد استحدث البابا مجلسًا جديدًا لتعزيز التبشير الجديد في العالم، وعيّن الأسقف سالفاتوري فيسيكيلا وأول رئيس له.
حتى أكتوبر 2010 كان البابا قد عيّن دفعتين من الكرادلة، الأولى عام 2007 شملت 24 كاردينالاً جديدًا بينهم كاردينال من العراق هو عمانوئيل دلي بطريرك الكنيسة الكلدانية الكاثوليكية؛، والثانية عام 2010 شملت 24 كاردينالاً أيضًا بينهم كاردينال من مصر هو أنطون نجيب بطريرك الأقباط الكاثوليك؛ وبالتالي يبلغ عدد الكرادلة العرب في مجمع الكرادلة المؤلف من مائة وعشرين عضوًا ثلاثة بإضافة نصرالله صفير البطريرك الماروني الذي سبق ومنحه يوحنا بولس الثاني لقب كاردينال. أما على صعيد الأساقفة فقد عيّن البابا عددًا كبيرًا من الأساقفة الجدد أيضًا وقد وجه إرشادًا رسوليًا خاصًا لهم.

### التعليم اللاهوتي والإرشاد الرسولي

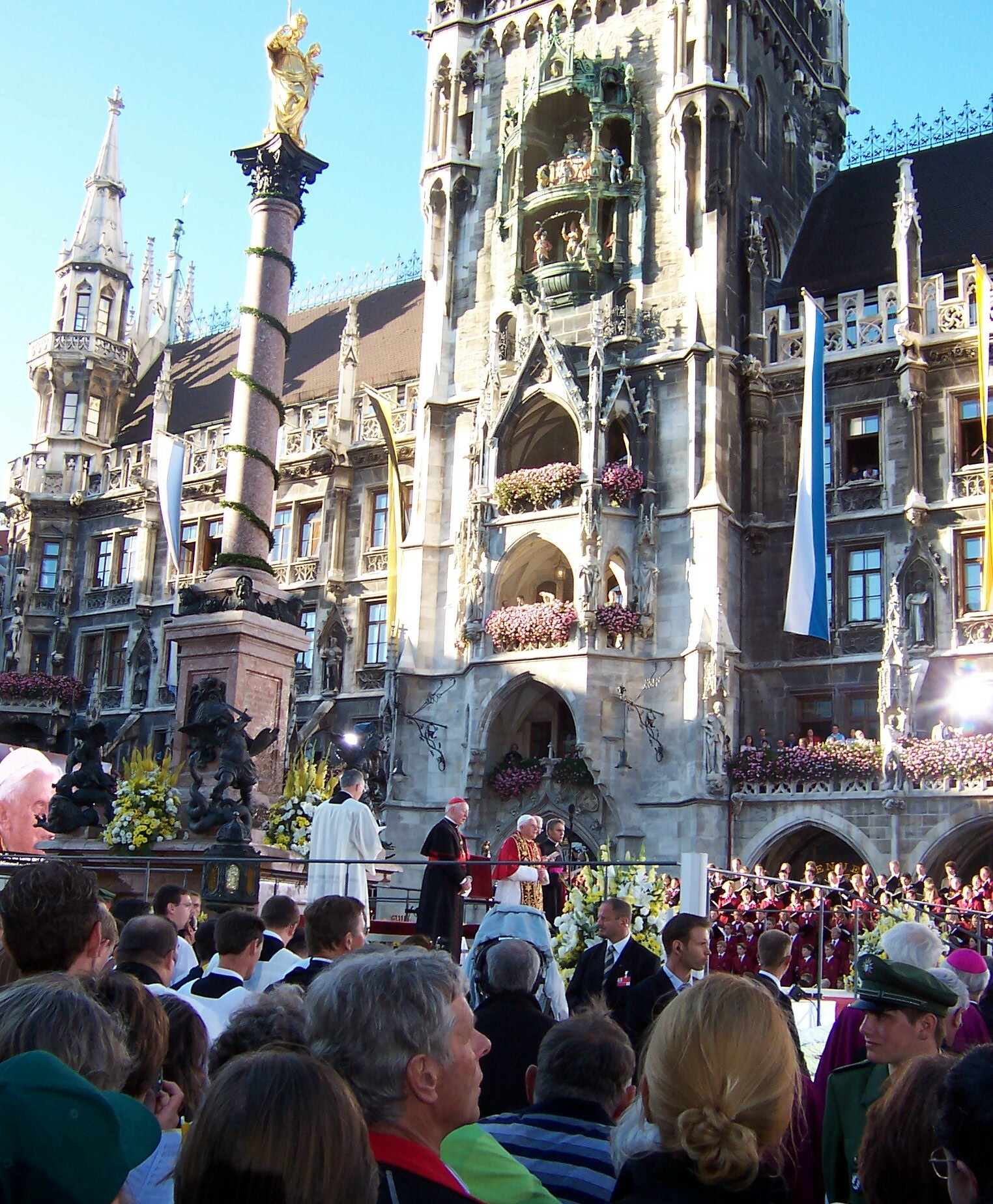
البابا في ميونخ، ألمانيا في 9 سبتمبر 2006.

#### الله محبة
الله محبة (باللاتينية: Deus Caritas Est) هي أول إرشاد رسولي أصدره البابا بندكت السادس عشر في 25 ديسمبر 2005 كرسالة خاصة لمناسبة العام 2006، عنوان الإرشاد مقتبس من العهد الجديد خصوصًا من إنجيل يوحنا ورسالة يوحنا الأولى، يتحدث الإرشاد بشكل رئيسي عن حب الله للبشرية وكيف يمكن للبشر أن يعكسوا هذا الحب لله عن طريق حب الآخر، في الأعمال الخيرية. يتكون الإرشاد من جزأين الأول لاهوتي يتناول الصلة الوثيقة بين الحب وواقع الإنسان والثاني عملي يهدف إلى دعوة العالم إلى طاقة جديدة وإلى الالتزام في محبة الله. يقول البابا في الإرشاد أن أكبر خطأ يرتكبه الإنسان عندما يرتبط أحيانًا اسم الله مع الانتقام أو حتى واجب على الكراهية والعنف، ويؤكد على مركزية الحب في دعوة يسوع مستشهدًا بإنجيل يوحنا: لأنه هكذا أحب الله العالم حتى بذل ابنه الوحيد، وكل من يؤمن به تعطى له الحياة الأبدية.يوحنا 16/3] فقد ركز البابا على الاعتراف بمركزية الحب في المسيحية.
تطرق البابا أيضًا إلى العلاقة الجنسية بين الرجل والمرأة، فأكد أنّ الجنس هو موهبة من الله لا يجب أن تستغل لأهداف استهلاكية بحيث يصبح الرجل والمرأة مجرد سلعة. وتعتبر مناقشة البابا للموضوع في إرشاده الرسولي تحديثًا في الذهنية الكاثوليكية كما وجد النقاد، إذ غالبًا ما كان يرتبط مفهوم الجنس في الكنيسة الكاثوليكية بمفهوم الخطيئة الأصلية الأمر الذي حاول البابا تجاوزه، غير أنه حافظ على الإطار التقليدي بحصر الحب في إطار العلاقات الزوجية.

#### الأمل أساس الإيمان
(من وثيقة الله محبة).]
الأمل أساس الإيمان (باللاتينية: SPE SALVI) صدرت عن الكرسي الرسولي في 30 نوفمبر 2007، ركز البابا خلالها على المفهوم الديني للأمل في العهد الجديد وتاريخ المسيحية المبكر. يقول البابا في الإرشاد أن الأمل المسيحي يفسر في ثلاث مفاهيم: الإيمان بالله، وبأن الله محبة، والإيمان بالمسيح. وقارن البابا في الإرشاد بين مفهومين خاطئين، الأول هو المفهوم المسيحي الذي تركز فيه الأمل على الخلاص ونيل النعيم، والثاني المفهوم الإلحادي بحصر الأمل في العلم والعقلانية والحياة الدنيوية مع استبعاد أي فكرة لوجود الله والخلود. يقول البابا في الإرشاد:
| بندكت السادس عشر | دعونا نعود مرة أخرى إلى تاريخ الكنيسة في وقت مبكر. لقد تعرض الكثير من المسيحيون للإضطهاد والقتل والموت، ولم تكن المسيحية قادمة من ثورة اجتماعية كمحاولة سبارتاكوس المشؤومة، والتي أدت إلى الصراع والكثير من سفك الدماء. يسوع لم يكن سبارتاكوس، لم ينخرط في النضال من أجل التحرر السياسي مثل باراباس أو باركوشبا. جلب يسوع، الذي مات على الصليب، شيئا مختلفًا تمامًا: لقاء مع رب الأرباب، لقاء مع الله الحي، وبالتالي لقاء مع الأمل الذي هو أقوى من معاناة العبودية، وهو الأمل الذي تحول إلى الحياة وبالتالي عالم جديد من الداخل. | بندكت السادس عشر |

كذلك فقد تطرق البابا إلى مفهوم الألم والمعاناة البشرية، ودور الأمل في القدرة على تحملها.

#### الإفخارستيا والكنيسة
الإفخارستيا والكنيسة (باللغة اللاتينية: Sacramentum Caritatis) صدرت العام 2010، تطرق البابا إلى وصف سر القربان الأقدس حسب المصطلحات المسيحية، وعلاقتة بسببية الكنيسة. يقول البابا أن يسوع أراد أن يبني جسرًا بينه وبيننا بين شخصه والكنيسة من خلال الإفخارستيا.
يرى البابا أن الكنيسة قد تأسست من قبل المسيح من خلال ما دعاه ذبيحة الصليب. ويستشهد بالوقت نفسه بالقديس بولس الذي وصف الكنيسة بأنها جسد المسيح وعروسه، فالكنيسة حسب المعتقدات المسيحية منذ آباء الكنيسة وحتى المجمع الفاتيكاني الثاني هي “جسد المسيح السري.”
وجد البابا أن التأمل في آية «سينظرون إلى الذي طعنوه»يوحنا 37/19] يقود إلى التفكير في العلاقة السببية بين ذبيحة المسيح، القربان المقدس والكنيسة. “فالكنيسة توجه حياتها من القربان المقدس”، الذي يجعل ذبيحة المسيح حاضرة، ويمكن للمؤمنين من خلاله الاتحاد مع المسيح والاتحاد مع جميع الذين اقتبلوه أيضًا، كما وجد البابا أن الافخارستيا سوى ذلك بمثابة هدية المسيح للكنيسة.

#### تعديلات القداس الإلهي

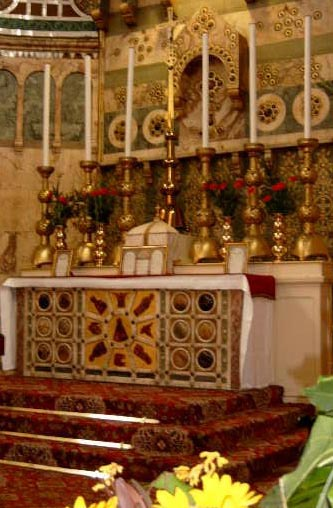
كاتدرائية دبلن، مذبح الكاتدرائية مصمم وفقًا لشروط الطقس اللاتيني السابقة التي تفرض على الكاهن التوجه نحو الشرق؛ أعاد البابا إمكانية هذه الصيغة بعد أن عدلها المجمع الفاتيكاني الثاني.

في 7 يونيو 2007 أصدر البابا إرشاده الرسولي (باللاتينية: Summorum Pontificum) الذي طلب من خلاله البابا من الأساقفة حول العالم تعديل القداس الإلهي بالشكل الذي تبينه الوثيقة. آخر تعديل على الطقس اللاتيني للقداس الإلهي كان في أعقاب المجمع الفاتيكاني الثاني عام 1969، وقد شدد البابا أن التعديلات التي أدخلها لن تناقض المبادئ العقائدية التي وضعها المجمع الفاتيكاني الثاني أو التي وضعها سلفه بولس السادس. كذلك ناقش البابا “التشوهات” الحاصلة في القداس في بعض المناطق.
الإرشاد الرسولي سمح أيضًا للأسقف المحلي لمنطقة ما إدخال بعض التعديلات على القداس الإلهي بما يتوافق والثقافة السائدة في كل بلد في العالم، بما فيه وجهة الكاهن خلال إقامته القداس الإلهي، فمن المعروف أن رهبنة القديس بيوس العاشر رفضت تعديلات المجمع الفاتيكاني الثاني التي أوجبت على الكاهن من خلالها التوجه نحو الشعب بدلاً من الشرق خلال إقامته القداس، في حين أن بعض الجمعيات المحافظة أمثال رهبنة القديس بيوس العاشر رفضت التعديل وتمسكت بالصيغة القديمة حيث يتوجه الكاهن نحو الشرق. وبالتالي فقد أنهى الإرشاد الشقاق الحاصل بين الكرسي الرسولي وهذه الجمعيات، وقد أعرب المطران برنار فالي، الرئيس العام لرهبنة القديس بيوس العاشر: امتنانه العميق للحبر الأعظم لهذا الاستحقاق الروحي العظيم. في حين قال الكاردينال داريو هويوس، رئيس اللجنة الحبرية للتراث الثقافي للكنيسة، أن الإرشاد: فتح الباب لعودتهم.

#### سينودس الشرق الأوسط
| إن اللجوء إلى المواقف اللاهوتية والمقدسة، التي تستخدم كلمة الرب، لتبرير الظلم أمر غير مقبول. |
| —وثيقة السينودس رافضةً فكرة أرض الميعاد.                                                      |

السينودس هو مجمع مسكوني، يشارك بأعماله أساقفة الكنيسة الكاثوليكية حول العالم لمناقشة قضايا معينة، سينودس الشرق الأوسط اختصّ بشؤون الشرق الأوسط وحضره أساقفة وفعاليات الكنيسة الكاثوليكية في سوريا ولبنان والأردن وفلسطين وإسرائيل ومصر وقبرص وتركيا وإيران وكذلك ممثلين عن الرعايا الكاثوليكية المقيمة في الخليج العربي. دعي إلى السينودس أيضًا ممثلين عن الطوائف المسيحية غير الكاثوليكية وكذلك عن السنة والشيعة، وقد أعلن البابا بشكل رسمي الدعوة لانعقاده في ختام زيارته إلى قبرص يوم 6 يونيو 2009.
افتتح السينودس في كاتدرائية القديس بطرس في الفاتيكان في 10 أكتوبر 2010 وختم أعماله في 24 أكتوبر 2010، نوقشت خلاله قضايا تخص الكنيسة الكاثوليكية بشكل داخلي، وقضايا تخص علاقتها مع الطوائف المسيحية غير الكاثوليكية كقضية توحيد الاحتفال بعيد الفصح وتنظيم الزواج بين مختلف الطوائف. السينودس ناقش أيضًا قضايا سياسية وعلاقة المسيحيون العرب بالمسلمين وكذلك الصراع العربي الإسرائيلي. أبرز المواقف التي خلص إليها المجمع المطالبة بإعلان اللغة العربية إحدى اللغات الأساسية المعتمدة في الكرسي الرسولي، والاهتمام بوسائل الإعلام الكاثوليكية وتقويتها، والدعوة لتفعيل حوار الأديان، ورفض فكرة أرض الميعاد لدى الديانة اليهودية، والمطالبة بإنهاء الاحتلال الإسرائيلي وطالب بتحقيق حل الدولتين والانسحاب من سائر المناطق المحتلة كالجولان ومزارع شبعا، أشار السينودس أيضًا إلى رفضه التام لمعاداة السامية التي يتعرض لها اليهود وكذلك الإسلاموفوبيا ومعاداة المسيحية التي تظهر من خلال أعمال العنف في العراق وتهجير المسيحيين من بلدانهم. وأكد أيضًا أن المسيحيين العرب جزء أساسي من الوطن العربي ولا يجب التعامل معهم كأقليات منقوصة الحقوق، بما فيها نظام أهل الذمة.

## الزيارات الخارجية

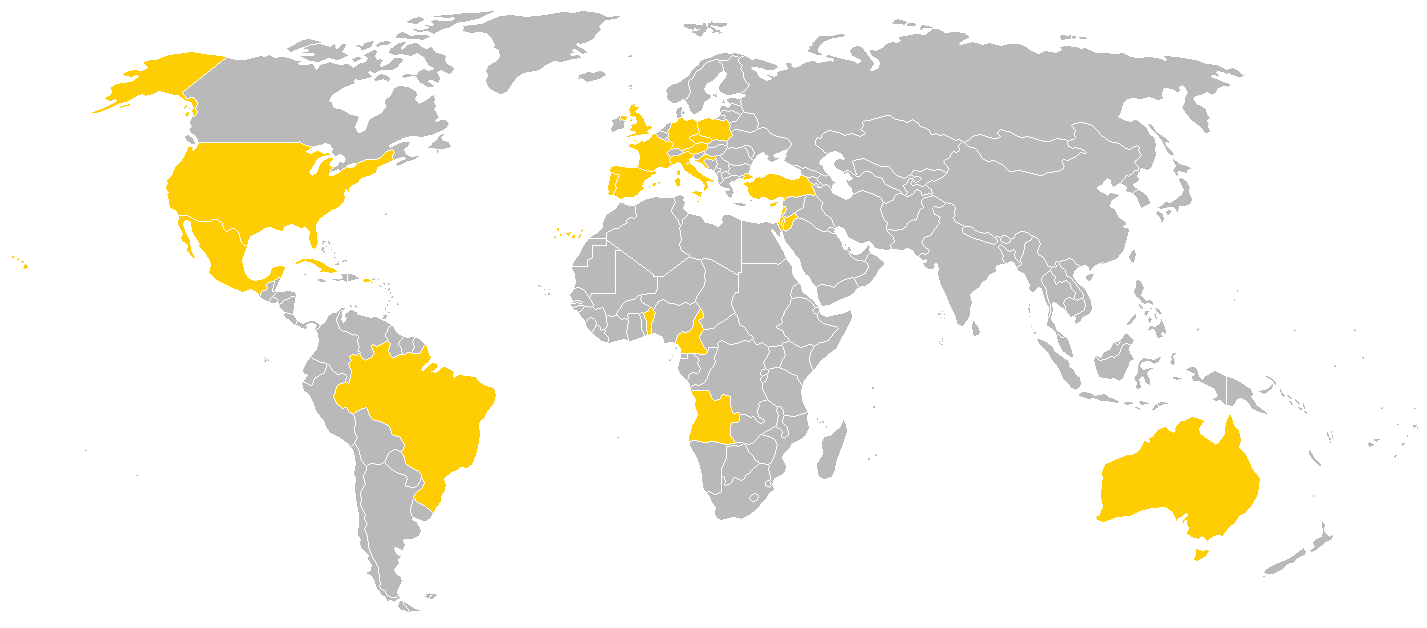
الدول التي قام البابا بندكت السادس عشر بزيارتها.

الزيارات الخارجية الرسمية إلى البابا حتى أكتوبر 2010 كان البابا قد قام بسبعة عشر زيارة خارجية باستثناء زياراته المستمرة إلى إيطاليا؛ شهدت السنوات الثلاث الأولى من حبريته نشاطًا واسعًا في السفر، افتتحها بزيارتين إلى وطنه ألمانيا، الأولى لمناسبة يوم الشبيبة العالمي والثانية إلى مسقط رأسه؛ زار البابا أيضًا بولندا وإسبانيا حيث استقبل حسب المراقبين بحماس. كذلك زار تركيا الدولة ذات الغالبية المسلمة، ولكونها قد جاءت بعد خطابه والجدل الذي أثير حوله في جامعة ريجنسبورغ فقد احتج المتشددون الإسلاميون على الزيارة التي وضعت ضمن إجراءات أمنية غير مسبوقة، غير أن البابا عبر خلالها عن إعجابه بتركيا، ودعمه ملف ترشحها إلى الاتحاد الأوروبي، الذي كان في السابق يعارضه؛ كذلك فقد أثمرت رحلة البابا إلى تركيا بإصدار بيان مشترك مع بطريرك بطريركية القسطنطينية المسكونية برثلماوس الأول في محاولة لرأب الصدع بين الكنيسة الكاثوليكية وكنيسة القسطنطينية الأرثوذكسية.

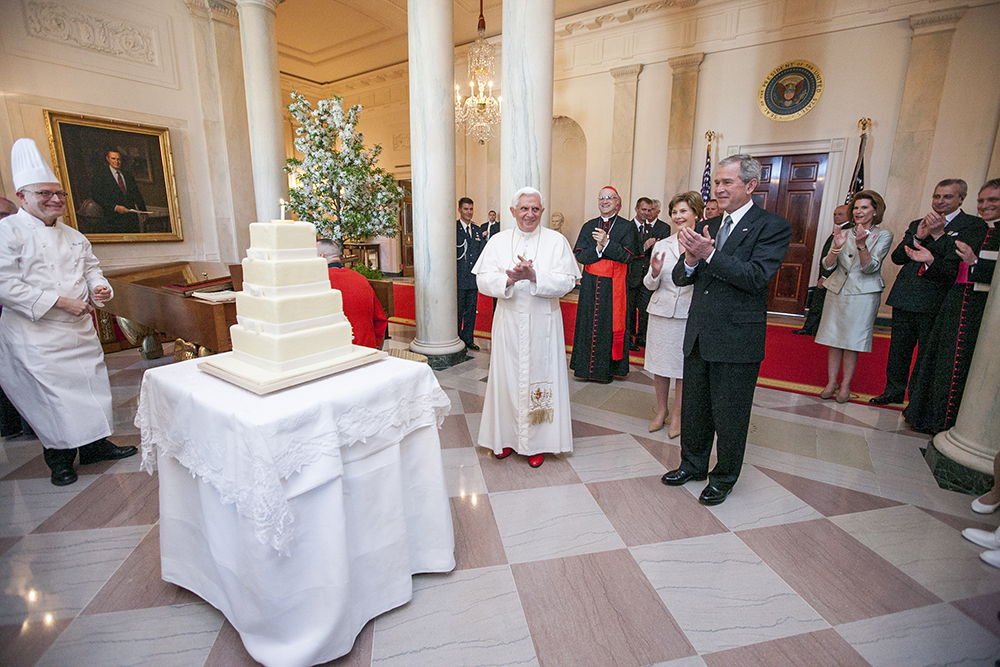
البابا يحتفل بعيد ميلاده الحادي والثمانين في البيت الأبيض برفقة جورج بوش الابن وزوجته لورا بوش، أبريل 2008.

عام 2007 زار البابا البرازيل وأعلن قداسة أنطونيو غالفاو، الراهب الفرنسيسكاني البرازيلي من القرن الثامن عشر؛ وفي يونيو 2007 قام البابا بزيارة حج إلى مدينة أسيزي في الشمال الإيطالي ومسقط رأس فرنسيس الأسيزي مؤسس الرهبنة الفرنسيسكانية. في سبتمبر 2007 زار البابا النمسا لمدة ثلاثة أيام، زار خلالها النصب التذكاري لليهود النمساويين الذين لقوا حتفهم في معسكرات الموت النازية خلال الحرب العالمية الثانية وبلغ عددهم 65000، وخصص الجزء الأكبر من الزيارة لمريم العذراء.

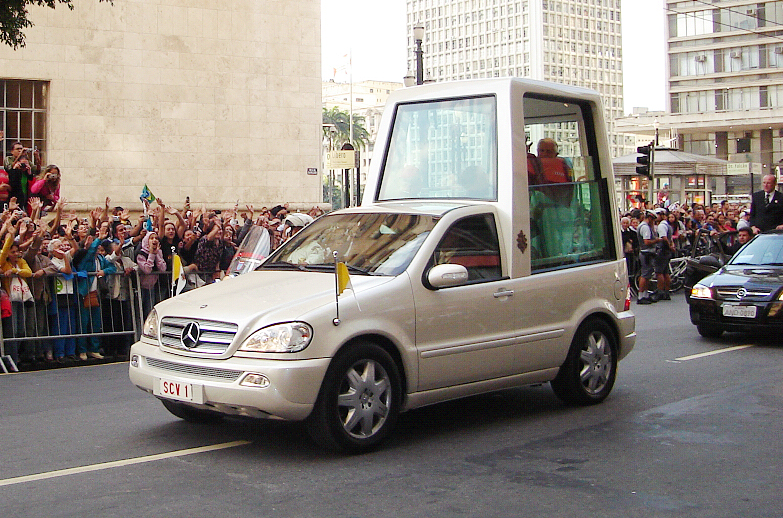
البابا يبارك الجماهير المحتشدة للقاءه في ساو باولو، البرازيل.

في أبريل 2008 قام البابا بأول زيارة له للولايات المتحدة الإمريكية، حيث استقبل بشكل حافل في البيت الأبيض، وخلال زيارته التقى البابا وممثلي الجامعات الكاثوليكية في الولايات المتحدة الإمريكية، واجتمع مع زعماء دينيين من مختلف أديان العالم، وحضر القداس الإلهي الذي قام به حوالي خمسون ألف نسمة، كما التقى البابا خلال زيارته مع ضحايا الاعتداء الجنسي من قبل الكهنة، وسافر إلى نيويورك حيث خطب أمام الجمعية العامة للأمم المتحدة، والتقى بالأطفال المعاقين وذويهم، واحتفل بالقداس الإلهي في كاتدرائية القديس باتريك بشكل مخصوص للشباب الكاثوليك، وفي اليوم الأخير من زيارته زار البابا موقع مركز التجارة العالمي واحتفل بالقداس الإلهي في وقت لاحق في استاد اليانكي في المدينة.
في يوليو 2008 سافر البابا إلى أستراليا وشارك في احتفالات يوم الشبيبة الكاثوليكية العالمي، وفي 13 سبتمبر زار البابا فرنسا وخلال القداس الإلهي الذي أقامه في الهواء الطلق في باريس وحضره 250.000 شخص ندد البابا بالمادية الحديثة وحب الاستهلاك والمال وقارنها بالوثنية. في العام 2009 زار البابا أنغولا والكاميرون ودعا إلى تغيير السلوك الجنسي كأداة لحل أزمة الإيدز في أفريقيا، كذلك زار في مايو 2009 الشرق الأوسط للمرة الثانية فبدأ جولته من الأردن ثم فلسطين وإسرائيل والتي تعرف في المسيحية باسم الأراضي المقدسة.
زار البابا في 17 أبريل 2010 مالطا وحضر القداس الإلهي الذي أقامه 50.000 شخص، وخلال زيارته للجزيرة أعرب البابا عن العار الذي يشعر به من جراء فضيحة الاعتداء الجنسي، واجتمع مع الضحايا لمدة 20 دقيقة. كذلك فقد قام البابا بتخصيص جزء من الزيارة للشباب الكاثوليكي في الجزيرة. تلاها في مايو 2010 زيارته البرتغال، ثم في يونيو زيارته قبرص ومن ثم المملكة المتحدة في 16 سبتمبر إلى 19 سبتمبر والتي وصفت بالتاريخية لكونها أول زيارة لبابا إلى إنجلترا، وقد قوبلت الزيارة باحتجاج الأحزاب اليسارية وجماعات مناصري حقوق المثليين.

## مواقف البابا من القضايا الاجتماعية والسياسية والاقتصادية

### تحديد النسل ومرض الإيدز

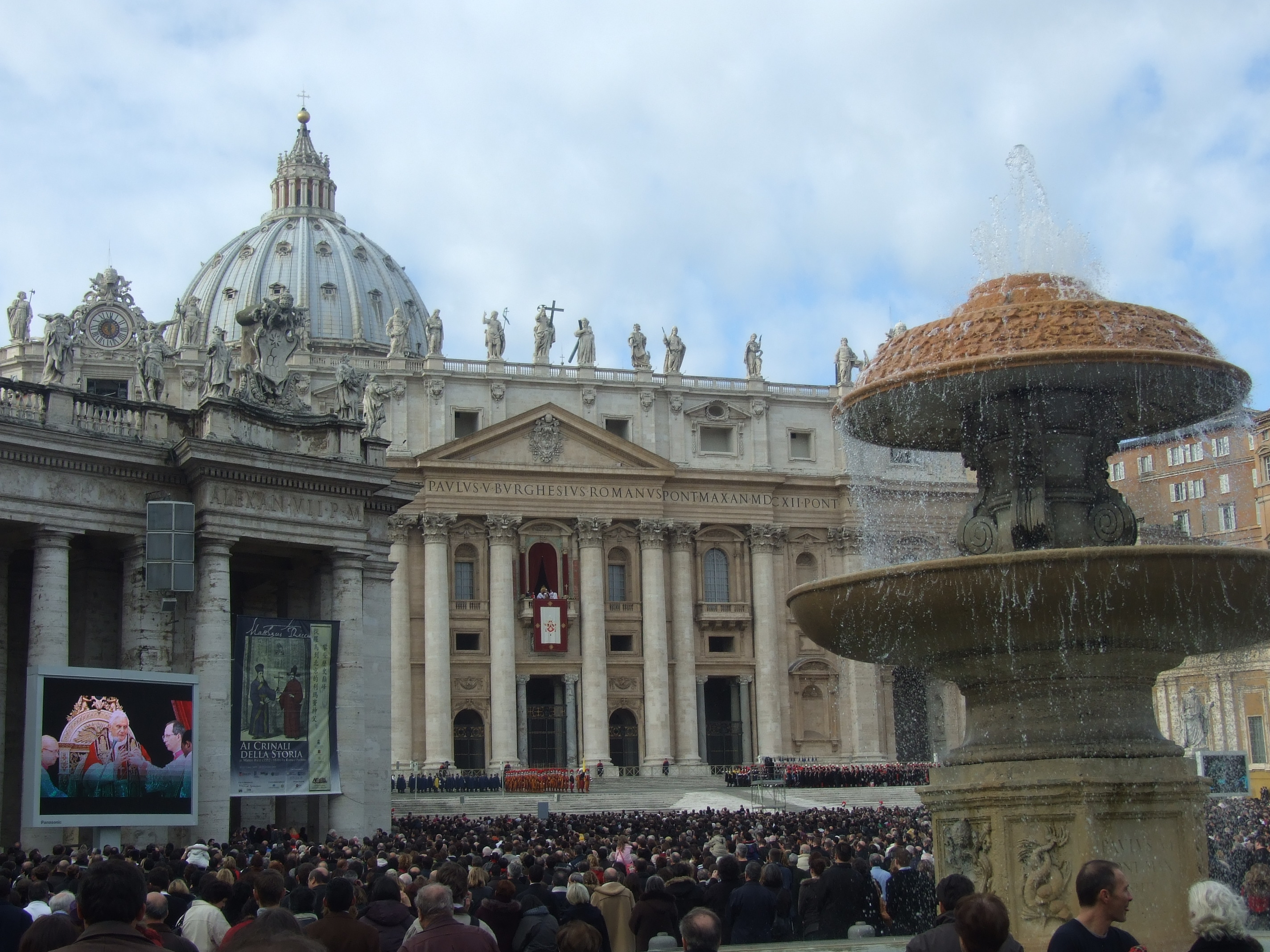
البابا يعظ ويعلّم المحتشدين في ساحة القديس بطرس خلال قداس عيد الميلاد الصباحي يوم 25 ديسمبر 2009؛ يعتبر البابا في تعليمه منافحًا عن سياسة أخلاقية متشددة تجاه الجنس قبل الزواج والمثلية الجنسية.

في العام 2005 أدرج البابا عدة طرق لمكافحة الإيدز منها، العفة والإخلاص في الزواج ومحاربة الفقر؛ غير أنه رفض استخدام الواقي الذكري، فهو بحسب رأي البابا لا يؤدي إلى حل المشكلة بل يؤدي إلى تفاقمها الأمر الذي استنكرته عدة مؤسسات طبية ووزارات الصحة في بلجيكا وفرنسا. وكان البابا يوحنا بولس الثاني بدوره قد رفض استعمال الواقي الذكري كالحل الأمثل للحد من انتشار المرض. مجلة التايم ذكرت عام 2006 أن الفاتيكان قد يصدر وثيقة تقبل استعمال الواقي الذكري بشكل مشروط.
في مارس 2009 قال البابا خلال زيارته للكاميرون:
| بندكت السادس عشر | أنا أقول بأن هذه المشكلة، مشكلة الإيدز، لا يمكن أن يتغلّب عليها بمجرد المال مع أنه ضروري. لا يمكن التغلب على هذه المشكلة ما لم يكن هناك بعد إنساني، المشكلة لا يمكن التغلب عليها بتوزيع الواقي بل على العكس يزيد الإصابة بالمرض. الحل يجب أن يكون مرتكزًا على عنصرين، أولاً إظهار البعد الإنساني للجنس، وثانيًا صداقة حقيقية قبل كل شيء إلى أؤلئك اللذين يعانون، وإبراز رغبة في تقديم التضحيات ونكران الذات لكي نكون إلى جانب المعانين. | بندكت السادس عشر |

### المثلية الجنسية
منذ عمله كرئيس لمجمع العقيدة والإيمان عارض البابا المثلية الجنسية وكرّس عدة دراسات لحل هذه القضية وموقف الكنيسة منها، أبرزها الوثيقة الموجهة إلى جميع أساقفة الكنيسة الكاثوليكية في العالم عام 1986، وجد البابا خلالها أن المثلية تأتي بنتيجة أمراض هرمونية أو نفسية ودعا الأساقفة والكهنة إلى رعاية المثليين بهدف “معالجتهم” حسب مفاهيم الكنيسة الكاثوليكية. الوثيقة لم تعتبر المثلية بحد ذاتها خطيئة: على الرغم من أن ميل الشخص نحو المثلية ليس ذنبًا، بل هو أشبه بميل قوي نحو شر أخلاقي جوهري. ورفضت الوثيقة أيضًا العنف أو الاضطهاد أو التمييز الذي يتعرض له المثليين في بعض الدول، ودعت الأساقفة والكهنة إلى إدانة مثل هذه التصرفات حيث وجدوا.
في عام 1992 أصدر مجمع العقيدة والإيمان وثيقة ثانية تناقش القضية أعيد خلالها التأكيد أن المثلية نابعة من “فوضى داخلية”، وأكدت أن الكرسي الرسولي إذ يرفض بشدة المثليين فهو لا يعود لأسباب تمييز عنصرية.
بعد انتخابه بابا، أصدر في 22 ديسمبر 2008 رسالة موجهة إلى الكرادلة والأساقفة أعضاء الكوريّا الرومانية، تحدث خلالها عن الجنس والدور المميز لكل من المرأة والرجل من خلاله. قال البابا أن الكنيسة نظرت دومًا إلى الجنس كقضية مركزية في الطبيعة البشرية وذات جوهر محترم، وميز البابا بين بعض الممارسات الجنسية التي انحرفت في رأيه عن الدور المركزي للجنس وجوهره المحترم، دون أن يسمي المثلية الجنسية بشكل مباشر، ووجد البابا أنه على الكنيسة أن تقوم بحماية الإنسان من تدمير نفسه، قاصدًا بذلك اقتناع المثليين بطبيعتهم وعدم سعيهم لتغييرها. مجتمعات المثليين الجنسييين في أوروبا أمثال مجتمع آركي غاي (بالإنجليزية: Arcigay) في إيطاليا ومجتمع إل.إس.في.دي (بالإنجليزية: LSVD) في ألمانيا وجدوا تصريحات البابا عنصرية وتمييزية بحقهم.
الأب فيديريكو لومباردي، الناطق الرسمي باسم الفاتيكان، ردّ على المهاجمين بأن البابا لم يهاجم بشكل محدد المثلية الجنسية وإنما جميع الممارسات الجنسية خارج إطار الزواج الشرعي بين الرجل والمرأة، وأشار الأب لومباردي أن البابا لم يرد ذكر للواط أو الساحقيات في نصه، ووجد أيضًا ردود فعل المجتمعات المثلية “عنيفة للغاية”.

### الاقتصاد العالمي

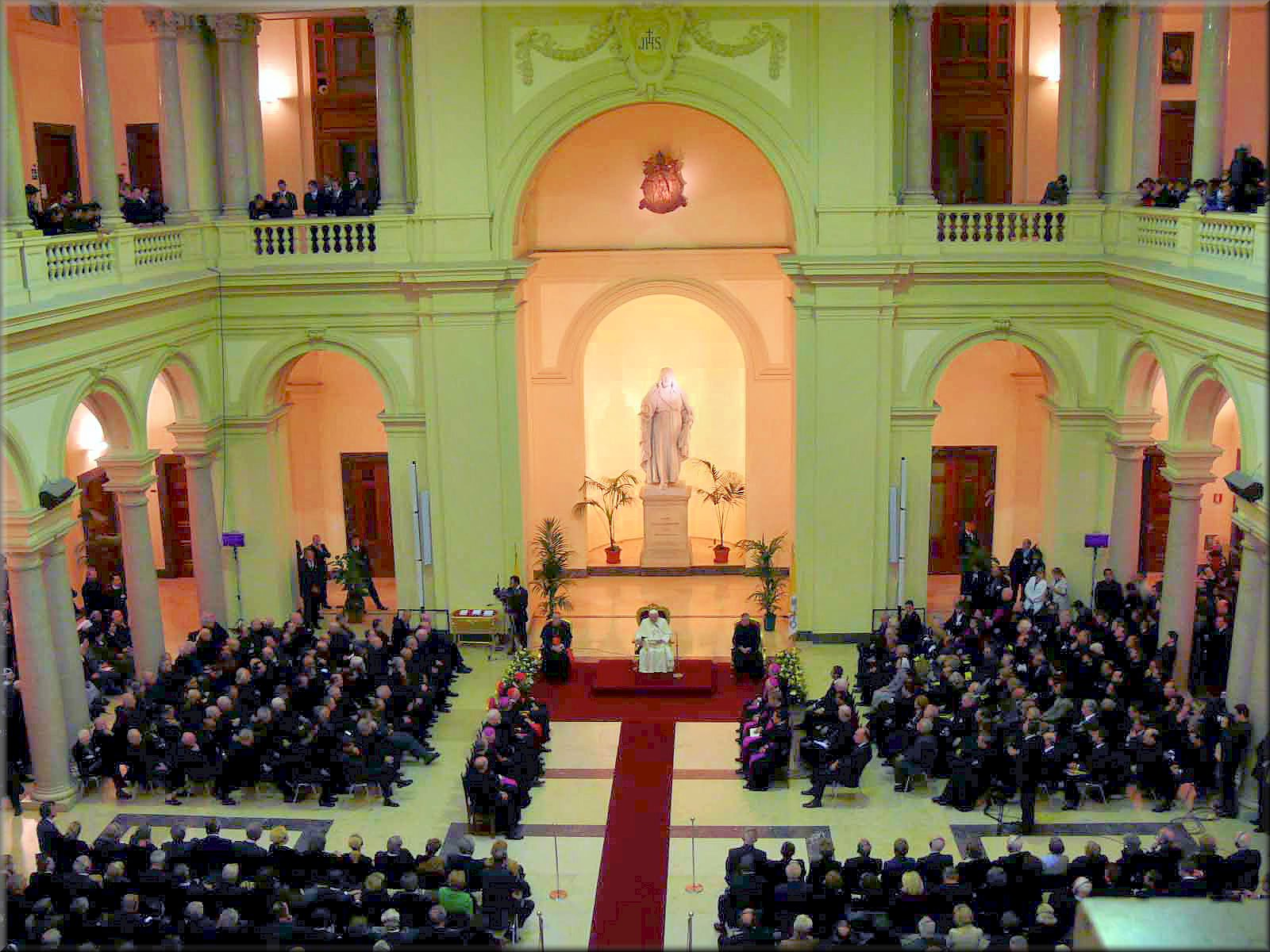
البابا يعظ خلال زيارته لمقر “جماعة يسوع” الرسمي، ديسمبر 2006.

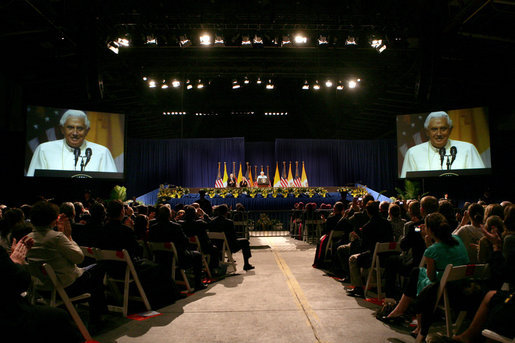
البابا يلقي بكلمة ترحيبية في مطار جون إف كينيدي لدى استقباله في نيويورك عام 2008.

في 2009 أصدر البابا أول إرشاد رسولي يتعلق بالشؤون الاقتصادية بعنوان «المحبة في الحقيقة» (باللاتينية: Caritas in Veritate) حدد من خلاله مواقفه من قضايا توزيع الثروة في جميع أنحاء العالم بشكل عادل، وناقش قضية الحفاظ على البيئة، إلى جانب موضوع الهجرة ومنح الجنسية، والإرهاب وأخلاقيات علم الأحياء والطاقة ومختلف القضايا السكانية. وذكرت صحيفة فاينانشال تايمز أن الإرشاد الرسولي كان أحد مراجع قمة مجموعة الثماني في يوليو 2008. ويمكن الإطلاع على نص الإرشاد الرسولي في موقع الفاتيكان الرسمي.

### الطاقة الذرية
البابا يقف ضد السلاح النووي وهو من المدافعين عن الاقتراح الذي يدعو لنزعه من جميع أنحاء العالم؛ وقد أبدى في مناسبات عديدة تأييده للاستخدام السلمي للطاقة النووية كأداة للتنمية ومكافحة الفقر. وفي الرسالة العامة التي وجهها لمناسبة الذكرى الخمسين لتأسيس الوكالة الدولية للطاقة الذرية أكد البابا: إن الكرسي الرسولي يؤيد تمامًا الهدف الذي أنشأت من أجله الوكالة الدولية للطاقة الذرية، وهو كان عضوًا مؤسسًا فيها ولا يزال مستمرًا في دعمها.

### التحرش الجنسي في الكنيسة الكاثوليكية
في عام 2001 صرح الكاردينال راتزنجر بأن المسؤولية الأساسية عن التحقيق في الاعتداءات الجنسية وتأديب مرتكبيها تعود على عاتق الأبرشيات، وفي العام 2003 وسع الكاردينال راتزنجر، بوصفه رئيس مجمع العقيدة والإيمان، مروحة الحالات التي تندرج في إطار «الجرائم الكنسية الجنسية» والتي يحرم مرتكبها مباشرة من الديانة المسيحية لتشمل أي استغلال أو عمل جنسي تحت عمر 18 عامًا إلى جانب الاستغلال الجنسي عن طريق الشبكة العنكبوتية. وصف الباحث جون آلين البابا بالشجاع والمتحمس لإزالة هذه الفوضى من الكنيسة. وأضاف: لقد أبدى الكاردينال راتزنجر قدرًا كبيرًا من الحكمة والحزم في التعامل مع تلك الحالات، ما يدل أيضًا على شجاعة كبيرة في مواجهة القضايا الأكثر صعوبة.
إحدى حالات التحرش الجنسي التي ساهم البابا في حلها، قضية الأب مارسيل ماسيل، وهو كاهن مكسيكي ومؤسس جمعية «جند المسيح»، اتهم الأب ماسيل مرارًا بتهم اعتداء الجنسي غير أن البابا يوحنا بولس الثاني رفض فتح دعوى ضده بحجة أن التهم لم تكن مبررة. أمر البابا بندكت السادس عشر، بفتح دعوى التحقيق التي أفضت إلى إدانة الأب ماسيل وحرمه من الدين المسيحي وفسخه من سلك الكهنوت، ثم أصدر الكرسي الرسولي في 1 مايو 2010 بيانًا جرد فيه ماسيل من وسام جوقة المسيح، وأعلن خلال البيان نفسه تعيين لجنة لدراسة دستور الجمعية التي أسسها ماسيل. صرح الكاردينال كريستوف شونبورن أن: «البابا قد بذل جهودًا واضحة لا لتغطية الأمور ولكن لمعالجتها والتحقيق فيها.»
في مارس 2010 أصدر البابا رسالة رعوية إلى الكنيسة الكاثوليكية في إيرلندا أعرب خلالها عن الحزن والتعاطف مع أهالي الضحايا، والتعامل بقسوة مع من ثبت تحرشهم خلال منتصف القرن العشرين بأطفال في مدارس تديرها الرهبنات الكاثوليكية في البلاد؛ الجماعات المساندة للضحايا طالبت بأن يكون التحقيق علنيًا، انطلاقًا من مبدأ بأن القضية أهم من القانون الكنسي المتعلق بسرية التحقيق، على أن دستور أصول المحاكمات الكنسية الجديد، الذي أصدره البابا في أبريل 2010 لم يختلف عن سابقه في هذه القضية وحافظ على سرية التحقيق والمحاكمة.
وفقًا لماري آن والش مؤلفة كتاب «بندكت السادس عشر: مقالات وتأملات في حبريته» (بالإنجليزية: Benedict XVI: Essays and Reflections on His Papacy) فإن: «السنوات الخمس الأولى تكشف عن وجود الرجل الوحيد الذي يستطيع المشي بهدوء في الأوقات العصيبة، ساعيًا لتضميد الجراح وجمع المؤمنين من جديد معًا. لقد واجه فضيحة الاعتداء الجنسي وجهًا لوجه.»

### انضمام تركيا للاتحاد الأوروبي
قبل انتخابه حبرًا أعظم، صرح الكاردينال راتزنجر إلى صحيفة لوفيغارو الفرنسية عام 2004 بأنه لا يجوز لتركيا الانضمام للاتحاد الأوروبي، وقال أنه على تركيا بدلاً من ذلك السعي لتقوية وتفعيل وجودها في رابطة العالم الإسلامي. فعلى الرغم من كون النظام التركي علمانيًا بشكل كامل، إلا أن البابا قال أن أغلب الشعب التركي هو شعب يعتنق الإسلام وتأتي جذوره من الإسلام في حين أن أوروبا هي تختلف في جذورها القادمة من المسيحية.
لاحقًا وبعد انتخابه، غير البابا موقفه، فخلال زيارته الأولى لتركيا أبدى دعمه لانضمام البلاد إلى الاتحاد الأوروبي واضعًا ذلك في خانة “الحوار بين مختلف الثقافات والحضارات والأديان”، وقال البابا أيضًا خلال البيان المشترك الذي أصدره وبرثلماوس الأول بطريرك القسطنطينية المسكوني أن انضمام تركيا للاتحاد الأوروبي يجب أن يكون مرهونًا بدعم الحرية الدينية وصيانة الأقليات المسيحية فيها. كذلك فقد أعرب البابا خلال لقائه ورجب طيب أردوغان رئيس وزراء تركيا أن الفاتيكان ينأى بنفسه عن القضايا السياسية وأن اعتراضه السابق لا يأت لدوافع سياسية مطلقًا.

## العلاقة مع الأديان الأخرى

### الإسلام
قام البابا خلال زيارته تركيا في 30 نوفمبر 2006 بزيارة مسجد السلطان أحمد، ليكون بذلك ثاني حبر أعظم يقوم بزيارة لموقع إسلامي بعد يوحنا بولس الثاني الذي زار الجامع الأموي في دمشق عام 2001؛ وزار أيضًا مسجد الملك الحسين خلال زيارته الأردن في 9 مايو 2009، كذلك فقد التقى ملك السعودية عبد الله بن عبد العزيز ليكون بذلك أول لقاء بين ملك سعودي ورأس الكنيسة الكاثوليكية وأول زيارة من قبل ملك سعودي للفاتيكان. بناءً عليه تعتبر العلاقات بين الكرسي الرسولي والمسلمين عمومًا جيدة خلال حبريته، باستثناء مضاعفات محاضرة البابا في ألمانيا يوم 12 سبتمبر 2006 حين تطرق لموضوع «آيات القتال» في القرآن واستشهد بنص تاريخي لحوار بين الإمبراطور البيزنطي وأحد المفكريين الفارسيين حول دور النبي محمد، يقول فيه الإمبراطور أنّ النبي «أمر نشر الدين بالسيف». محاضرة البابا لم تكن للحديث عن المسلمين بشكل مخصوص، بل هو ناقش أيضًا الوضع في الديانة اليهودية والمسيحية، ليصل إلى نتيجة مفادها أن الأديان عمومًا والمسيحية على وجه الخصوص، مرتكزًا على تعاليم يسوع ترفض أي قوّة في نشر الدين. اندلعت مجموعة من المظاهرات في عددٍ من الدول ذات الغالبية الإسلامية وطالبت البابا بالاعتذار والبعض طالب بقتله وتعرّض للمسيحية بالإساءة؛ وقد اعتبر عدد من المحللين من أمثال الصحفي الفلسطيني المسلم صقر أبو فخر أن الحدث قد تمّ تضخيمه واستغلاله، وأنه كان من الأوجب أن يقوم شيخ الأزهر أو رئيس رابطة العالم الإسلامي بإرسال رسالة للبابا تشرح الموقف، فيظلّ السجال بين مثقفين وأكاديميين. في 25 سبتمبر 2006 التقى البابا سبعة عشر سفيرًا من سفراء الدول الإسلامية المعتمدين لدى الفاتيكان وألقى خطابًا أبدى به أسفه من تداعيات الموقف، وأكّد على الجوانب المشتركة بين المسيحية والإسلام، وشكّل ذلك بداية أفول المظاهرات الاحتجاجية، التي طبعت بداية حبريته.

## الأوسمة والجوائز
- 1977: وسام الصليب الأكبر مع مرتبة الشرف،  الإكوادور.
- 1977: وسام الاستحقاق من ولاية بافاريا،  ألمانيا.
- 1985: وسام الصليب الأكبر مع مرتبة الشرف والوشاح ذو النجمة،  ألمانيا.
- 1985: الميدالية الذهبية من برلمان ولاية بافاريا،  ألمانيا.
- 1989: جائزة ديلا مينيرفا التي تمنحها جامعة شيتي،  إيطاليا.
- 1989: جائزة القديس أوغسطين، روما،  إيطاليا.
- 1989: جائزة كارل فالنتين، ميونخ،  ألمانيا.
- 1991: جائزة ليوبولد،  النمسا.
- 1992: الميدالية الذهبية الكبرى مع وسام الخدمة،  النمسا.
- 1993: جائزة بريميو الأدبية،  إيطاليا.
- 1996: جائزة جمعية ماكسميليان البافارية للعلوم والفنون،  ألمانيا.
- 1998: وسام جوقة الشرف،  فرنسا.

## مواقع خارجية
- بندكت السادس عشر على موقع IMDb (الإنجليزية)
- بندكت السادس عشر على موقع الموسوعة البريطانية (الإنجليزية)
- بندكت السادس عشر على موقع مونزينجر (الألمانية)
- بندكت السادس عشر على موقع ميوزك برينز (الإنجليزية)
- بندكت السادس عشر على موقع إن إن دي بي (الإنجليزية)
- بندكت السادس عشر على موقع ديسكوغز (الإنجليزية)
- بندكت السادس عشر على موقع ديسكوغز (الإنجليزية)
- بندكت السادس عشر على موقع قاعدة بيانات الفيلم (الإنجليزية)
- موقع البابا بندكت السادس عشر.

| ألقاب مسيحيَّة كاثوليكيَّة | ألقاب مسيحيَّة كاثوليكيَّة                | ألقاب مسيحيَّة كاثوليكيَّة |
| ---------------------- | ------------------------------------- | ---------------------- |
| سبقه يوليوس دوبفنر     | رئيس أساقفة ميونيخ وفريسينج 1977–1982 | تبعه فريدريش ويتر      |
| سبقه فرانيو شيبر       | رئيس مجمع عقيدة الإيمان 1981–2005     | تبعه وليم ليفادا       |
| سبقه أغسطينو كاسرولي   | نائب عميد مجمع الكرادلة 1998–2002     | تبعه أنجيلو سودانو     |
| سبقه بيرناردين غانتين  | عميد مجمع الكرادلة 2002–2005          | تبعه أنجيلو سودانو     |
| سبقه يوحنا بولس الثاني | بابا الكنيسة الكاثوليكية 2005–2013    | تبعه فرنسيس            |